# الحمادة الحمراء

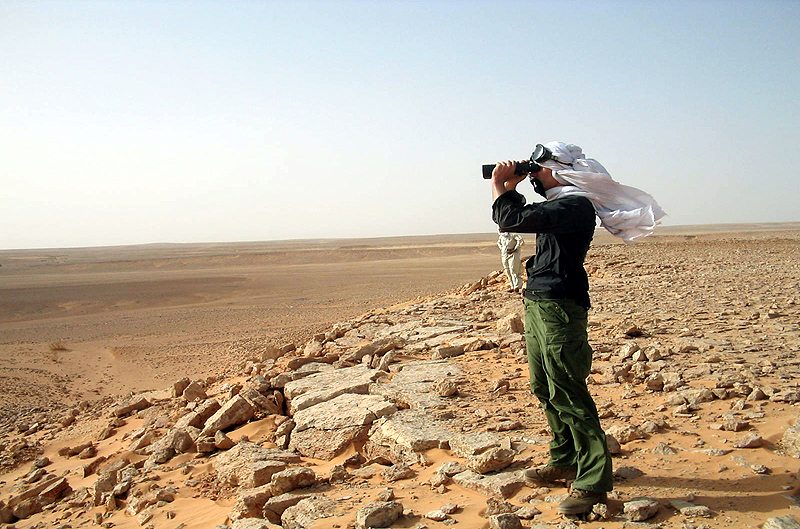

الحمادة الحمراء هي هضاب صخرية متوسطة الطول تمتلئ باحواض رملية وتوجد في الصحراء الكبرى الليبية غرب البلاد، وتغطي مساحته 84,000 كيلومتر مربع بامتداد 440 كيلومتر من الشرق إلى الغرب و190 كيلومتر من الشمال إلى الجنوب، وهي ذات بيئة قاحلة وتتقاطع بها العديد من الوديان الجافة.
يحد بالحمادة الحمراء من الجنوب وادي الشاطئ وجبل الحساونة وفي الجنوب الغربي أدهان أوباري أو بحر رمال أوباري ومن الشمال الجبل الغربي. وتصل أعلى مرتفعات الحمادة الحمراء إلى 825 مترا.
ومن مدن وبلدات الحمادة الحمراء "درج"، غدامس «عوينات ونين» "مزدة"، «القريات»، «نسمة». ومن أوديتها وادي تاناروت.
وتشهد الحمادة الحمراء إحدى مراحل سباق رالي ليبيا ريد أما بالنسبة للحوض المائي في الحمادة الحمراء والذي يعرف بذات الاسم فتبلغ مساحته 215,000 كيلومتر مربع

## حقل الحمادة
المنطقة تحوي احتياطيات من النفط والغاز أشهرها حقل الحمادة الحمراء الذي يحوي عددا من الآبار النفطية، ويبعد 400 كيلومتر جنوبي العاصمة طرابلس ويقوم بضخ إنتاجه عبر خط طوله 380 كيلومترا إلى مصفاة الزاوية النفطية والتي تبعد 40 كيلومترا غربي طرابلس. وتديره شركة الخليج العربي للنفط ويعمل به 416 موظف.
كما تحوي بعض الاحتياطيات من الفوسفات. ويمر عبرها الطريق السريع بين غدامس وسبها إضافة لشبكة أخرى من الطرق المعبدة. وسابقا وحتى أواخر القرن التاسع عشر كانت المنطقة طريقا لتجارة القوافل وبالأخص تجارة العبيد من تشاد إلى الشمال.
صخور الحمادة الحمراء تعود إلى الزمن الثالث في معظمها إضافة للزمنين الأول والثاني كما تحوي في أجزاء منها صخورا بركانية. وترتفع درجات الحرارة بها صيفا لكن شتائها بارد، وبرغم فقرها النباتي إلا أنه يتواجد بها بعض الحياة البرية الحيوانية كالغزلان والأرانب.